# Nello Celio

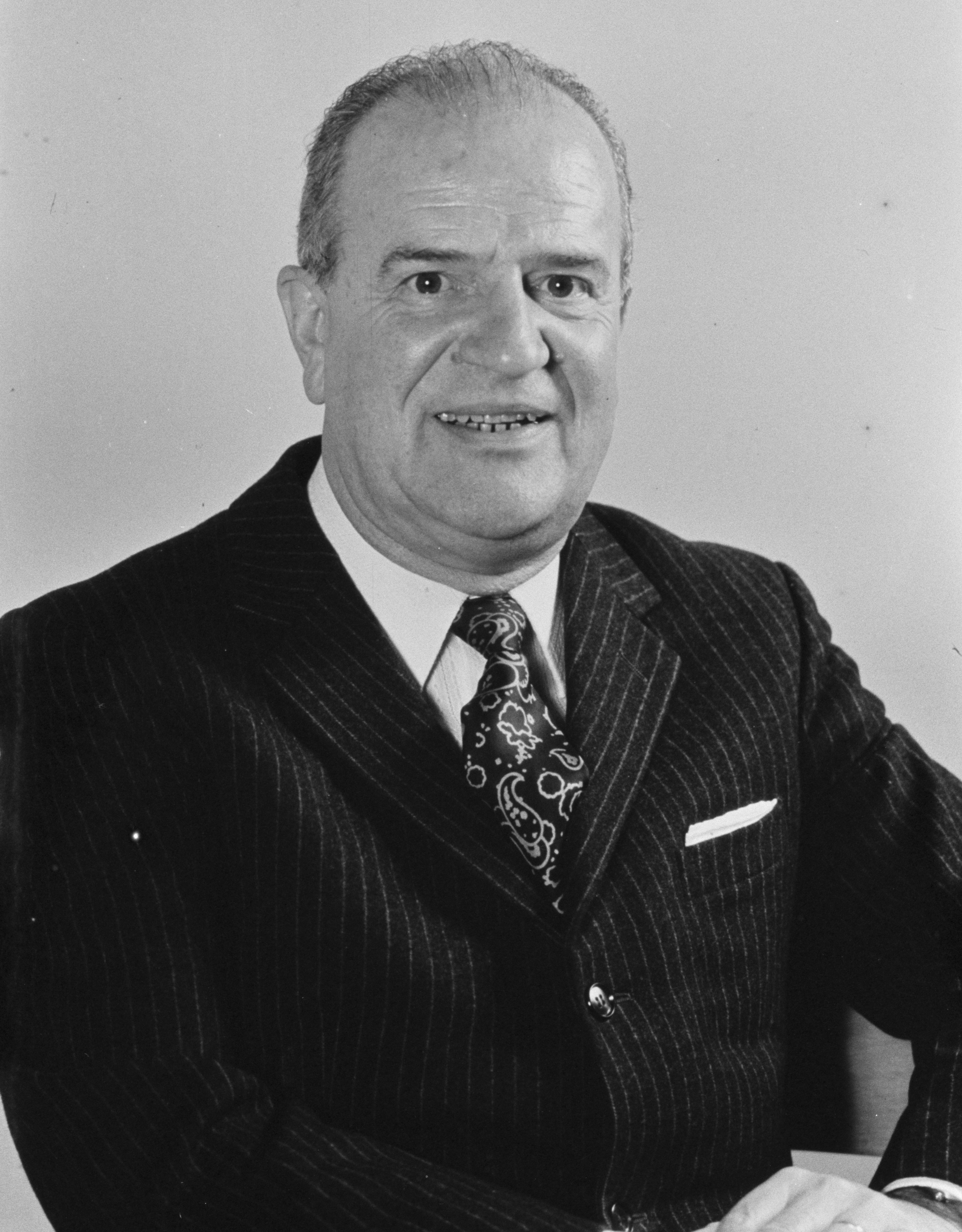
Nello Celio

Nello Celio (ur. 12 lutego 1914, zm. 29 grudnia 1995) – szwajcarski polityk, członek Rady Związkowej od 15 grudnia 1966 do 31 grudnia 1973. Kierował następującymi departamentami:
- Departament Obrony (1967–1968)
- Departament Finansów (1968–1973)[2].

Był członkiem Radykalno-Demokratycznej Partii Szwajcarii.
Pełnił także funkcje wiceprezydenta (1971) i prezydenta (1972) Konfederacji.